# Магія веселки
«Ма́гія веселки» (англ. Rainbow Magic: Return to Rainspell Island) — анімаційний фільм, який вперше вийшов у Великій Британії 7 травня 2010 року. Це японсько-британська копродукція, яка була знята студією The Answer та продюсером Hit Entertainment. Він також був випущений у Японії; фільм був записаний лише англійською мовою, оскільки його японський реліз не має японської вокальної композиції.